# Gilbert Clements
Gilbert Clements, né le 11 septembre 1928 à Victoria Cross et mort le 27 novembre 2012 à Montague, est un entrepreneur, agent immobilier et homme politique canadien de l'Île-du-Prince-Édouard. Il sert comme lieutenant-gouverneur de la province de l'Île-du-Prince-Édouard entre 1994 et 2001.

## Biographie
Né le 11 septembre 1928 à Victoria Cross (Île-du-Prince-Édouard), Gilbert Ralph Clements est le fils de Robert Kelly Clements et Mary Ruth Stewart.

### Mort
Gilbert Clements meurt le 27 novembre 2012 à Montague (Île-du-Prince-Édouard) à l'âge de 84 ans,